# ショーボックス
ショーボックス（朝: 쇼박스、英: Showbox Co., Ltd.）は、大韓民国の映画配給会社（2002年2月設立）。韓国において、歴代観客動員数上位の作品を多数配給している。

## 配給作品
- 純愛中毒（2002年）
- セックスイズゼロ（2002年）
- 二重スパイ（2003年）
- 愛と、死を見つめて（2003年）
- オー！ブラザーズ（2003年）
- セックスイズポッシブル〜男はみんな狼だ！〜（2003年）
- 踊るJSA帰還迷令発動中?!（2003年）
- 氷雨（2004年）
- 僕の彼女を知らないとスパイ（2004年）
- ブラザーフッド（2004年）
- 孤独がもがく時（2004年）
- 最後のオオカミ（2004年）
- ビッグ・スウィンドル！（2004年）
- 大統領の理髪師（2004年）
- 霊 リョン（2004年）
- オオカミの誘惑（2004年）
- 時失里 2Km（2004年）
- スカーレットレター（2004年）
- シンソッキ・ブルース（2004年）
- マラソン（2005年）
- チャーミング・ガール（2005年）
- 恋の潜伏捜査（2005年）
- 南極日誌（2005年）
- 大胆な家族（2005年）
- 赤い靴（2005年）
- 天軍（2005年）
- トンマッコルへようこそ（2005年）
- 家門の危機（2005年）
- ミスター主婦クイズ王（2005年）
- 野獣と美女（2005年）
- 天国までの60日（2005年）
- 6月の日記（2005年）
- 愛人（2005年）
- ナンパの定石（2005年）
- 美しき野獣（2006年）
- 吸血刑事ナ・ドヨル（2006年）
- デイジー（2006年）
- 青春漫画 〜僕らの恋愛シナリオ〜（2006年）
- 連理の枝（2006年）
- 裸足のギボン（2006年）
- コン・ピルドゥ（2006年）
- 私のちいさなピアニスト（2006年）
- 強敵（2006年）
- アパートメント（2006年）
- グエムル -漢江の怪物-（2006年）
- 呪われた美容整形、血の美少女たち シンデレラ（2006年）
- ウォンタクの天使（2006年）
- ガチデン 堤防伝説（2006年）
- 家門の復活（2006年）
- 暴力サークル（2006年）
- マウミ（2006年）
- 愛なんていらない（2006年）
- ひまわり（2006年）
- 夏物語（2006年）
- カンナさん大成功です！（2006年）
- ソウルウェディング〜花嫁はギャングスター3〜（2006年）
- ハーブ（2007年）
- 最強ロマンス（2007年）
- キム館長VSキム館長VSキム館長（2007年）
- マガンホテル（2007年）
- 撃つ（2007年）
- ビューティフル・サンデー（2007年）
- 飛べ、ホ・ドング（2007年）
- 京義線～レイルウェイ・ラブ（2007年）
- D-WARS ディー・ウォーズ（2007年）
- 再会の村、チョンソルリへようこそ（2007年）
- ブラボー・マイ・ライフ（2007年）
- 二つの顔の猟奇的な彼女（2007年）
- ハピネス（2007年）
- 町内金庫連続襲撃事件（2007年）
- 最後の約束（2007年）
- 私の恋（2007年）
- 最後の贈り物（2008年）
- チェイサー（2008年）
- Happy Together（2008年）
- GP506（2008年）
- セクシーヒーロー ピョン・ガンセ（2008年）
- あなたは遠いところに（2008年）
- 史上最強スパイMr.タチマワリ！～爆笑世界珍道中～（2008年）
- GO GO 70s（2008年）
- 悲夢（2008年）
- サグァ（2008年）
- アンティーク 〜西洋骨董洋菓子店〜（2008年）
- 霜花店 運命、その愛（2008年）
- 作戦 THE SCAM（2009年）
- 悲しみよりもっと悲しい物語（2009年）
- 亀、走る（2009年）
- 国家代表!?（2009年）
- 不信地獄（2009年）
- イテウォン殺人事件（2009年）
- 炎のように、蝶のように（2009年）
- 女優たち（2009年）
- パパは女の人が好き（2010年）
- 義兄弟 SECRET REUNION（2010年）
- 裸足の夢（2010年）
- 悪魔を見た（2010年）
- 不良男女（2010年）
- 哀しき獣（2010年）
- 朝鮮名探偵 トリカブトの秘密（2011年）
- 月の光をくみ上げる（2011年）
- 敵との初恋（2011年）
- 裏切りの陰謀（2011年）
- 高地戦（2011年）
- 奇跡のジョッキー（2011年）
- 依頼人（2011年）
- ただ君だけ（2011年）
- チョコレート・バトラー（2011年）
- ワンダフル・ラジオ（2012年）
- 悪いやつら（2012年）
- 容疑者S（2012年）
- 絶対クリックしてはいけない動画（2012年）
- 10人の泥棒たち（2012年）
- ある会社員（2012年）
- 殺人の告白（2012年）
- 結界の男（2013年）
- 男子取扱説明書（2013年）
- パパロッティ（2013年）
- シークレット・ミッション（2013年）
- ミスターGO！（2013年）
- 観相師（2013年）
- ファイ 悪魔に育てられた少年（2013年）
- 同窓生（2013年）
- サスペクト 哀しき容疑者（2013年）
- 朝鮮美女三銃士（2014年）
- 最後まで行く（2014年）
- 神の一手（2014年）
- 群盗（2014年）
- 私たちは兄弟です（2014年）
- 尚衣院 -サンイウォン-（2014年）
- 江南ブルース（2015年）
- 朝鮮名探偵2 失われた島の秘密（2015年）
- 恋愛の味（2015年）
- 極秘捜査（2015年）
- 暗殺（2015年）
- 王の運命 -歴史を変えた八日間-（2015年）
- ごめん、愛してる、ありがとう（2015年）
- インサイダーズ／内部者たち（2015年）
- その日の雰囲気（2016年）
- 華麗なるリベンジ（2016年）
- 男と女（2016年）
- グッバイ・シングル（2016年）
- トンネル 闇に鎖された男（2016年）
- LUCK-KEY／ラッキー（2016年）
- 隠された時間（2016年）
- 監獄の首領（2017年）
- ザ・メイヤー 特別市民（2017年）
- タクシー運転手 約束は海を越えて（2017年）
- 殺人者の記憶法（2017年）
- 黄泉がえる復讐（2017年）
- スウィンダラーズ（2017年）
- 朝鮮名探偵 鬼（トッケビ）の秘密（2018年）
- コンジアム（2018年）
- 暗数殺人（2018年）
- 無双の鉄拳（2018年）
- 麻薬王（2018年）
- スピード・スクワッド ひき逃げ専門捜査班（2019年）
- 金の亡者たち（2019年）
- 未成年（2019年）
- 鳳梧洞戦闘（2019年）
- パーフェクト・バディ　最後の約束（2019年）
- KCIA 南山の部長たち（2020年）
- 国際捜査（2020年）
- 奈落のマイホーム（2021年）
- 愛のハチュピン（2024年）